# Álgyay József
Kardetter József (1831-től algyesti Álgyay József) (Pest, 1799. augusztus 8. – Gyöngyös, 1852. január 10.) ezredes.

## Életrajz
Gazdag, német származású pesti családban született. Apja, Kardetter Tamás ácsmester 1831-ben nemességet szerzett, és nevét algyesti Álgyay-ra változtatta. Édesanyja Lord Borbála cseh származású úrnő.
1811-től a Budapesti Piarista Főgimnáziumban tanult. A Császári és Királyi Mérnöki Akadémián folytatta tanulmányait, majd 1817. október 1-én csatlakozott a császári és királyi hadsereg 7. vértesezredéhez. 1821. április 6-tól alhadnagy, 1828. május 21-től főhadnagy, 1834. május 1-től másodkapitány, 1838. augusztus 15-től kapitány, 1846. január 25-től őrnagy, 1849. május 17-től alezredes, 1849. szeptember 1-től ezredes. 34 évet szolgált a 7. vértesezredben. Jól beszélt és írt németül, magyarul, latinul, de franciául és csehül is beszélt. Az 1848-49-es szabadságharcban Josip Jelacic csapatait kiegészítve, az osztrák oldalon vett részt a 7. vértesezred. Harcolt a pákozdi csatában (1848. szeptember 29.), részt vett a második bécsi forradalom leverésében (október 28-29.), a schwechati csatában (október 30.), majd részt vett a parendorfi ütközetben (december 16.) és a móri ütközetben (december 30.). Ott volt a Szolnok (1849. január 22.), majd a Cegléd elleni támadásoknál (január 25.), harcolt a cibakházi csatákban (február 4. és 24.), a szolnoki csatában (március 5.),a tápióbicskei ütközetnél (április 4.), az isaszegi csatában (április 6.), a rákoskeresztúri csatákban (április 11-16. és 21.), a kacsi (június 7.) és az óbecsei ütközetnél (június 29.).
A január 22-én és március 5-én Szolnoknál tanúsított bátorságáért április 26-án megkapta a Vaskorona-rend harmadik osztályát. A Mórnál tanúsított bátorságáért március 7-én császári és királyi érdemkereszttel tüntették ki. További előléptetéseket a legyengült szervezete miatt nem kaphatott, és 1851. november 12-én nyugdíjba vonult. Hamarosan megbetegedett és Gyöngyösön 1852. január 10-én meghalt. 34 évet szolgált a 7. vértesezredben.